# Dakira
Dakira est une localité située dans le département de Batié de la province du Noumbiel dans la région Sud-Ouest au Burkina Faso.

## Géographie
Localité isolée et forestière à la frontière entre le Burkina Faso et le Ghana sur la rive droite du fleuve Mouhoun, Dakira se trouve à environ 20 km au nord-est de Batié, le chef-lieu du département, et à 5 km à l'est de Koriba.

## Santé et éducation
Le centre de soins le plus proche de Dakira est le centre de santé et de promotion sociale (CSPS) de Koriba tandis que le centre médical avec antenne chirurgicale (CMA) de la province se trouve à Batié.